# Geophis tectus
Geophis tectus es una especie de Serpentes de la familia Dipsadidae.

## Distribución geográfica
Es endémica de Panamá.